# Strawberry Arena
Strawberry Arena, tidligere kendt som Friends Arena, er Sveriges nationalstadion for fodbold. Strawberry Arena er beliggende i Solna ved Stockholm og er hjemmebane for fodboldklubben AIK.
Strawberry Arena har en tilskuerkapacitet på 53.000 tilskuere til fodboldkampe og 67.500 til koncerter. 
Strawberry Arena er tegnet af arkitektfirmaerne Berg Arkitektkontor AB, Arkitekterna Krook & Tjäder og danske C.F. Møllers Tegnestue.
Strawberry Arena er vært for finalen ved UEFA Europa League 2016-17.